# Hypergon

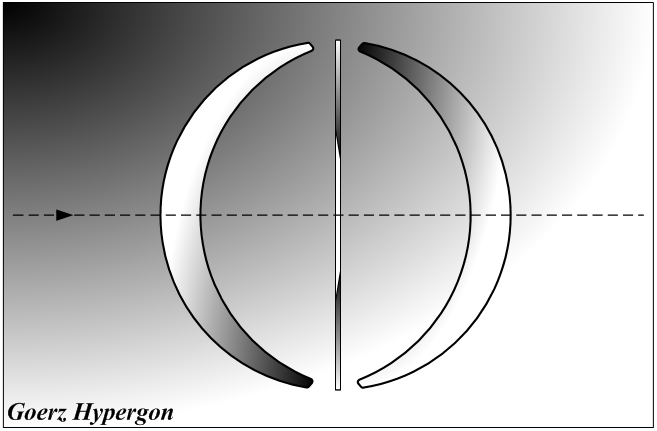
Schematische Darstellung der Linsen des Hypergon

Das Hypergon ist ein Superweitwinkelobjektiv für die fotografische Nutzung.
Emil von Höegh von der Firma Optische Anstalt C. P. Goerz entwickelte es. Sein Chef Carl Paul Goerz hat es im Jahr 1900 zum Patent angemeldet.
Das Hypergon besteht aus zwei achsensymmetrisch angeordneten stark meniskusförmigen Linsen, die bei einer großen Blendenzahl (etwa von 32 bis 96) eine gute Bildqualität bis zu einem diagonalen Bildwinkel von 135° liefern. Der starke Randlichtabfall wird durch eine sternförmige Blende ausgeglichen. Diese wird durch einen Luftstrom aus einem handbetätigten Balg in schnelle Rotation versetzt, damit ihre Strahlen nicht auf dem Bild sichtbar werden. Sie muss noch vor Ende der Belichtung durch einen Klappmechanismus aus dem Strahlengang entfernt werden, da sie konstruktionsbedingt die Bildmitte völlig abdeckt und diese sonst unbelichtet bleiben würde.
Das Hypergon ist das erste Objektiv, das einen diagonalen Bildwinkel von 135° mit einer akzeptablen Bildqualität liefern kann. Seine Nachteile sind der hohe Preis, die kleine Lichtstärke und die Korrektur des Randlichtabfalls durch eine rotierende Blende, was die Bedienung erschwert.
Das Hypergon wurde wegen der Lichtstärke allmählich durch aufwendigere Konstruktionen wie das Topogon, das Hologon oder das Biogon ersetzt.